# Richard Dehmel
 (mars 2019).
Richard Fedor Leopold Dehmel (18 novembre 1863 à Hermsdorf en province de Brandebourg – 8 février 1920 à Blankenese en Allemagne) est un écrivain et poète allemand.

## Biographie
Après son renvoi du lycée de Berlin à cause d'un conflit avec un professeur, il finit sa scolarité à Danzig, puis étudie les sciences naturelles, l'économie, la littérature et la philosophie et soumet une thèse en économie. Puis il est employé en tant que secrétaire dans une compagnie d'assurance. Il commence l'écriture à temps plein après la publication de Erlösungen (1891) et Aber die Liebe (1893).
En 1889, Dehmel épouse Paula Oppenheimer, avec laquelle il va écrire des livres pour enfants. Il fait ensuite la connaissance de sa future épouse Ida Auerbach. C'est le scandale de la publication de Weib und Welt qui le rend célèbre.
Après le divorce d'avec sa première femme Paula en 1899, il entreprend de grands voyages à travers l'Europe. Il s'installe ensuite à Hambourg, près de son ami Detlev von Liliencron, et il épouse Ida Auerbach. 
À la déclaration de la Première Guerre mondiale, Dehmel s'engage comme volontaire dans le régiment d'infanterie Graf Bose et sert jusqu'en 1916.
Il co-fonde le cercle politique de la Société Allemande de 1914.
Il meurt le 8 février 1920 des suites d'une blessure de guerre.